# Edmonia Lewis
Mary Edmonia Lewis (Greenbush, 4 de julho de 1844 – Londres, 17 de setembro de 1907) foi uma escultora estadunidense que trabalhou boa parte da vida em Roma. Foi a primeira mulher de ascendência afro-americana e nativo-americana a alçar fama internacional e a ter reconhecimento como escultura e artista. Seu trabalho é conhecido por incorporar temas relacionados às suas origens com o estilo neoclássico da escultura. Seu nome começou a se tornar conhecido durante a Guerra de Secessão e no final do século XIX era a única negra a ser reconhecida no meio artístico do país. Em 2002, Edmonia Lewis foi incluída na lista dos 100 Grandes Afro-americanos.

## Biografia

### Vida pessoal
Edmonia nasceu em Greenbush, no condado de Rensselaer, no estado de Nova York. Seu pai nasceu no Haiti e sua mãe era da tribo Mississauga, uma das primeiras cinco nações da região do Lago Ontário, no Canadá, aparentada dos Ojibwe. A mãe de Edmonia era conhecida como uma excelente tecelã e artesã, enquanto seu pai era servo de um cavalheiro. A história e origem de sua família serviu de inspiração para muitos de seus trabalhos.
Aos 9 anos, seus pais faleceram: o pai em 1847. Duas de suas tias por parte de mãe a adotaram junto de seu meio irmão Samuel, nascido em 1835 de seu pai e sua primeira esposa no Haiti. A família acabou saindo do Haiti, indo para os Estados Unidos e Samuel acabou órfão de pai.
As duas crianças permaneceram com as tias, morando próximo às Cataratas do Niágara, por cerca de quatro anos, vendendo arte Ojibwe para prover o sustento da família, junto de blusas e sapatos mocassins para os turistas que visitavam as cataratas, Toronto e Buffalo. Por volta dessa época, Edmonia e seu irmão ganharam nomes nativo-americanos: ela era Fogo Selvagem e seu irmão era Raio de Sol. Em 1852, Samuel mudou-se para São Francisco, deixando Edmonia para cuidar de seu antigo patrão, mandando-lhe dinheiro para sua educação e instrução.
Em 1856, Edmonia matriculou-se no Colégio Central de Nova York, em McGrawville, uma escola batista e abolicionista. Nas férias de verão de 1858, Edmonia teve aulas preparatórias para a faculdade, mas ela acabou abandonando o curso, pois a achavam "muito selvagem".
| “ | Até os doze anos de idade, eu levava essa vida errante, pescando e nadando... e fazendo mocassins. Fui então enviada para a escola por três anos em McGrawville, mas fui declarada selvagem - eles não podiam fazer nada comigo. | ” |

### Educação
Em 1859, aos 15 anos, Edmonia foi enviada para o Oberlin College para estudar arte, uma das primeiras instituições de ensino superior nos Estados Unidos a aceitar mulheres em suas classes de diferentes etnicidades. Deixou a instituição em 1859, tendo morado na casa do Reverendo John Keep e sua esposa, ambos brancos. John Keep era membro do conselho de curadores do Oberlin College, um abolicionista ávido e apoiador da educação conjunta.
Durante o ano letivo de 1859-1860, Edmonia se matriculou no Departamento Preparatório para Moças, que provia disciplina, etiqueta e habilitação para lecionar para jovens moças. No inverno de 1862, vários meses antes do início da Guerra de Secessão, enquanto ainda estudava no Oberlin College, um incidente aconteceu, envolvendo a ela e duas colegas de classe, Maria Miles e Christina Ennes. As três moças, todas hospedadas na casa de John Keep, planejavam andar de trenó com alguns rapazes mais tarde naquele dia. Antes do trenó, Edmonia serviu às amigas um copo de vinho com alguma substância. Pouco depois, Miles e Ennes ficaram gravemente doentes. Os médicos as examinaram e concluiu que as duas mulheres tinham algum tipo de veneno em seu sistema, aparentemente cantárida, um afrodisíaco bem conhecido. Dias depois, com a recuperação das duas moças, as autoridades decidiram não tomar nenhuma atitude e não havia evidência de que Edmonia as teria envenenado.
Notícias do incidente correram rápido pela cidade de Oberlin, cuja população conservadora não tolerava muito bem as ideias progressistas da faculdade. Um dia, voltando à noite para casa, Edmonia foi agredida por dois assaltantes desconhecidos, sendo espancada quase até à morte e abandonada na estrada. Depois da agressão, as autoridades prenderam Edmonia, acusando-a de envenenar as amigas. Um ex-aluno do Oberlin College, o único advogado afro-americano da cidade, a representou no tribunal. Apesar de testemunhas deporem contra ela, o juri a inocentou de todas as acusações.
O tempo restante no Oberlin College foi marcado pelo isolamento e preconceito. No mesmo ano de seu julgamento, Edmonia foi acusada de roubar material da faculdade, mas foi inocentada por falta de evidências. No entanto, ela foi proibida de se matricular para o último semestre pela diretora, Marianne Dascomb, que a impediu de se formar.

## Carreira

### Boston

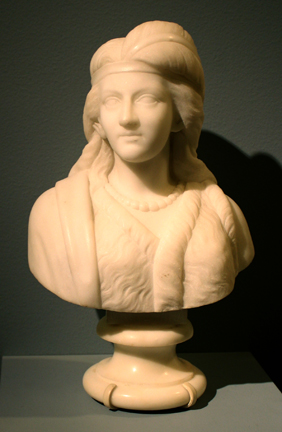
Minnehaha, mármore, 1868, coleção do Museu de Newark

Ao sair da faculdade, Edmonia mudou-se para Boston no começo de 1864, onde começou a busca por uma carreira como escultora. O Reverendo John Keeps escreveu uma carta de recomendação em nome de Edmonia para William Lloyd Garrison em Boston, que a apresentou a vários escultores bem estabelecidos da região, bem como escritores e jornalistas que trabalhavam na imprensa abolicionista. Encontrar um tutor, porém, não era tarefa fácil. Três escultores se recusaram a orientá-la antes que ela fosse apresentada ao famoso escultor Edward A. Brackett (1818–1908), especialista em bustos de mármore.
Alguns de seus clientes eram os mais importantes abolicionistas, incluindo Henry Wadsworth Longfellow, William Lloyd Garrison, Charles Sumner, e John Brown. Para ensiná-la, ele lhe dava pequenas cópias de esculturas feitas em argila e foi com o auxílio e apoio de Brackett que ela vendeu sua primeira peça, a escultura da mão de uma mulher, por 8 dólares. Anne Whitney, colega de escultura e amiga de Edmonia, escreveu uma carta para sua irmã contando que o relacionamento de Edmonia com seu tutor terminou de maneira não amigável, mas nunca revelou o motivo. Edmonia abriu seu estúdio para o público em sua primeira mostra solo em 1864.
A principal inspiração de Lewis era a vida dos abolicionistas e os heróis da Guerra de Secessão. Alguns de seus trabalhos em 1863 e 1864 incluíam os famosos abolicionistas John Brown e o Coronel Robert Gould Shaw. Quando conheceu o coronel Shaw, comandante do 54º Regimento Voluntário de Infantaria de Massachusetts, ela se inspirou e criou um busto seu, que impressionou tanto a família do coronel que eles logo arremataram a obra. Edmonia então fez reproduções de gesso do busto e vendeu mais de cem deles a 15 dólares a peça. Seu trabalho se tornou tão conhecido e entrava tanto dinheiro com a venda de suas peças que ela acabou se mudando para Roma.
DE 1864 a 1871, Edmonia foi entrevistada e teve a vida escrita por diversas pessoas do meio do jornalismo abolicionista. Através desses artigos, seu nome começou a circular com força na mídia e em jornais importantes, como o Independent. Edmonia sabia que nem todo mundo gostava de sua arte, mas fazia o que podia para conseguir dinheiro e advogar em favor da abolição da escravidão.

### Roma

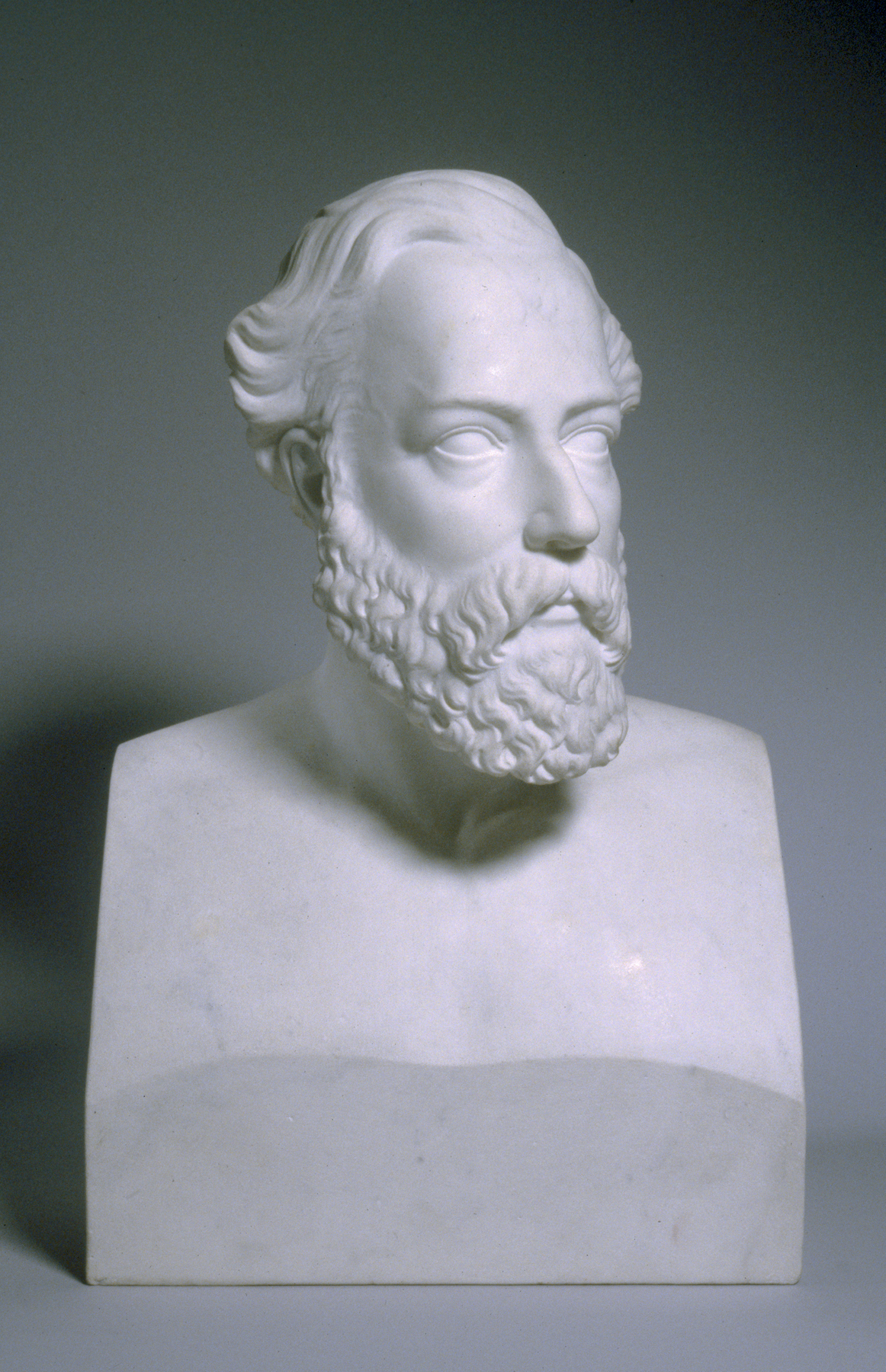
Em Roma, Edmonia Lewis adotou o estilo neoclássico da escultura, como pode ser visto no Busto do Dr. Dio Lewis (1868).

O sucesso e a popularidade de seus trabalhos em Boston a levaram a custear uma viagem a Roma em 1866. Em seu passaporte de 1865, está escrito:
| “ | M. Edmonia Lewis é uma garota negra enviada para a Itália para desenvolver seus talentos como escultora. | ” |

Já em Roma, o famoso escultor Hiram Powers deu-lhe espaço para trabalhar em seu próprio estúdio. Edmonia entrou no círculo de artistas expatriados e solidamente garantiu seu espaço no antigo estúdio Antonio Canova. Recebeu apoio da atriz estadunidense Charlotte Cushman, figura importante no círculo artístico de Roma e de Maria Weston Chapman, importante ativista da causa abolicionista.
Roma foi o lugar onde Edmonia cresceu e amadureceu sua arte. O racismo menos pronunciado da Itália aumentou sua visibilidade e fama. Esculpindo em mármore no estilo neoclássico, suas obras começaram a ganhar, com naturalidade, temas variados e imagens relacionadas aos povos nativos norte-americanos e afro-americanos. O ambiente de Roma, com suas obras e esculturas clássicas também foram de grande influência em seu trabalho.
Seu estilo era único. Ela insistia em ampliar seus modelos de argila e cera em mármore, ao invés de contratar escultores italianos para fazê-lo para ela, que era a prática comum. Escultores homens eram em geral céticos com relação ao talento das mulheres e normalmente as acusavam de não fazerem seu trabalho direito. Edmonia também fazia esculturas antes de receber pagamento por isso ou enviava trabalhos não solicitados para seus apoiadores e admiradores em Boston, requisitando que eles levantassem dinheiro para a compra de materiais.
Mesmo estando no exterior, sua cultura ancestral era continuamente expressada em sua arte. Em seu trabalho mais expressivo e um dos mais famosos, "Forever Free", Edmonia retratou uma poderosa figura de um nativo-americano e uma mulher livrando-se dos grilhões da escravidão. Outra escultura famosa, The Arrow Maker", mostra um nativo-americano ensinando sua filha a fazer uma flecha.
Seu trabalho era altamente rentável. Em um artigo de 1873, no New Orleans Picayune, o jornalista afirmava que Edmonia tinha conseguido cerca de 50 mil dólares em vendas. Seu estúdio virou local turístico e várias exposições foram feitas com seus trabalhos, inclusive em Chicago, em 1870 e em Roma, em 1871.

## Últimos anos
Um grande golpe em sua carreira foi participar na Exposição Centenária de 1876, na Filadélfia. Edmonia preparou uma monumental escultura de mármore de uma tonelada e meia, chamada "A Morte de Cleópatra", que retratava a morte da rainha egípcia. As notícias sobre a obra eram de que era uma incrível escultura na seção norte-americana da exposição. O público, por sua vez, ficou chocado com a explícita cena de morte da rainha, mas ainda assim ela teve mais de 3 mil visitas na exposição. Cleópatra era considerada como uma bela mulher, mas dotada de um poder demoníaco. Apesar de Cleópatra ser uma figura frequentemente retratada nas artes, Edmonia optou por retratá-la de uma maneira desgrenhada, desleixada, uma saída da abordagem vitoriana de representar a morte de maneira idílica. Mesmo que seus colegas esculpissem de maneira semelhante, o fato de ser mulher e negra acendeu a polêmica em torno da peça.
| “ | As associações entre Cleópatra e uma África negra eram tão profundas que ... qualquer representação da antiga rainha egípcia tinha que lidar com a questão de sua raça e a expectativa potencial de sua pele negra. A rainha branca de Lewis ganhou a aura de precisão histórica através da pesquisa primária sem sacrificar suas ligações simbólicas ao abolicionismo, à África negra ou à diáspora africana. Mas o que Edmonia se recusou a facilitar foi a objetificação racial do corpo da artista. Lewis não poderia tão rapidamente tornar-se o assunto de sua própria representação se seu trabalho fosse corporativamente branco. | ” |

Com o fim da exposição, a escultura foi colocada em um depósito e movida em 1878, para a Exposição Interestadual de Chicago, mas não foi vendida. A escultura foi adquirida por um apostado chamado "Blind John" Condon que a arrematou para marcar o túmulo de um cavalo de corrida chamado "Cleópatra". Ela foi removida posteriormente para um depósito de construção, em Cicero, onde sofreu vários danos pela falta de cuidado. Um dentista então arrematou a obra e a levou para seu depósito particular no Forest Park Mall.
Posteriormente, uma curadora independente de arte, Marilyn Richardson, trabalhava na biografia de Edmonia Lewis e estava em busca de "A Morte de Cleópatra". Ao confirmar a localização exata da peça, ela contratou uma bibliógrafa e as duas conseguiram chamar a atenção do Museu Nacional de Arte Norte-americana, a escultura ficou em uma pista de corrida durante a Segunda Guerra Mundial e foi enfim doada para o Museu de Arte Norte-americana do Smithsonian em 1994. A escultura foi então reparada de seus danos a um custo de 30 mil dólares.
No final dos anos 1880, o neoclassicismo estava em declínio, bem como a popularidade do trabalho de Edmonia. Ela continuou esculpindo em mármore, especialmente para patronos católicos em Roma, mas perdeu fama ao longo dos anos, mudando-se para Londres, em 1901. O que aconteceu a ela deste ano em diante é desconhecido.

## Família

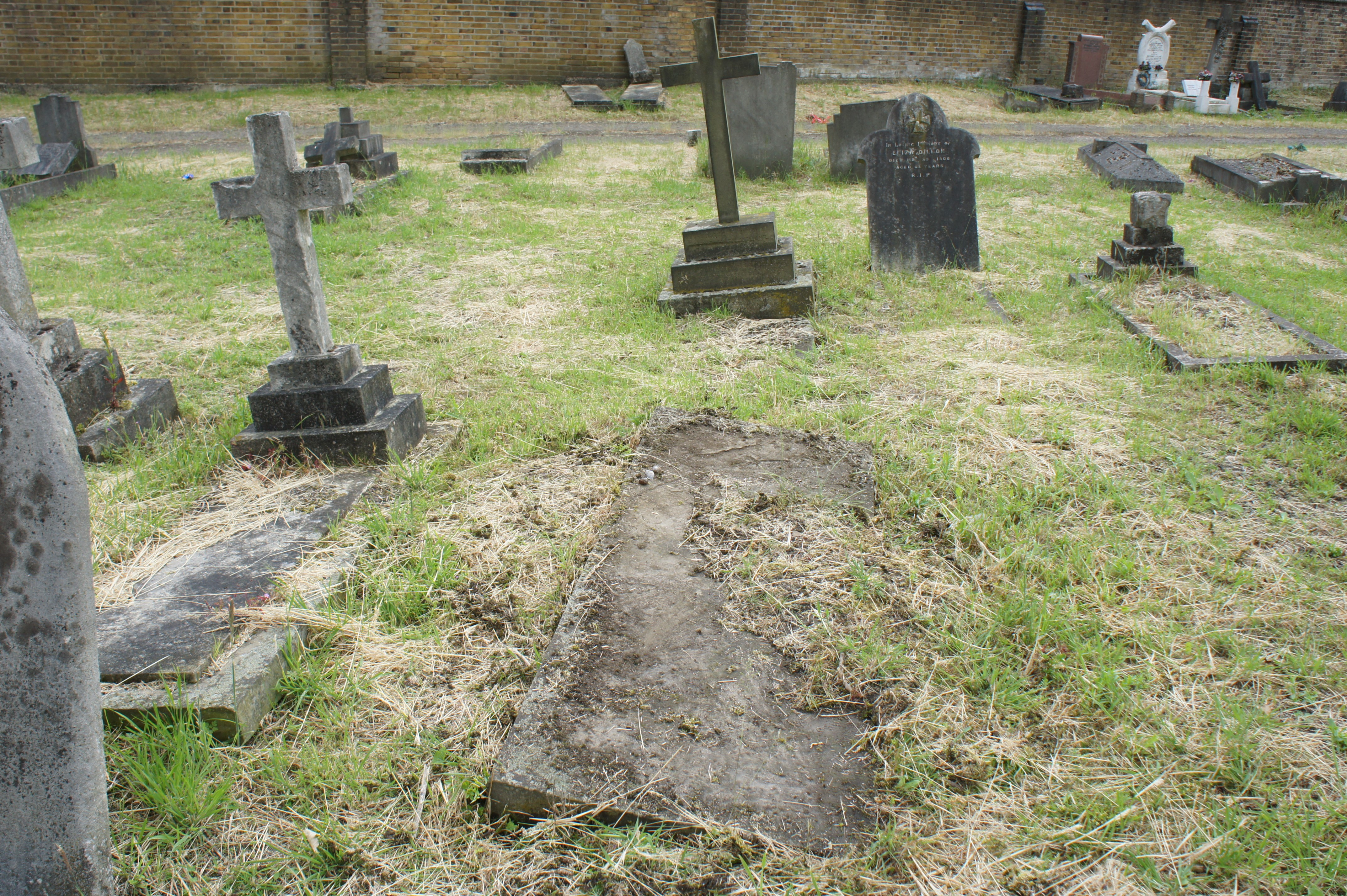
Túmulo de Edmonia Lewis no Cemitério Católico de St. Mary's, em Londres

Edmonia nunca se casou e não teve filhos. Seu meio-irmão Samuel tornou-se barbeiro em São Francisco, mudando-se posteriormente para os campos de mineração de Idaho e Montana. Em 1868, ele se estabeleceu na cidade de Bozeman, em Montana, abrindo uma barbearia. Samuel prosperou, acabou investindo em imóveis comerciais e, posteriormente, construiu sua própria casa que ainda está no número 308 da South Bozeman Avenue. Ele então se casou, em 1884, com Melissa Railey Bruce, uma viúva mãe de seis filhos. O casal teve um filho, Samuel E. Lewis (1886–1914). Samuel faleceu em 1896 de causas desconhecidas e foi enterrado no Cemitério de Sunset Hills, em Bozeman.

## Morte
Edmonia morou na região de Hammersmith, ao redor de Londres, antes de sua morte em 17 de setembro de 1907 na enfermaria do Hospital Hammersmith Borough. Segundo a certidão de óbito, a causa da morte foi insuficiência renal crônica.

### Lista dos maiores trabalhos
- Medalhões de John Brown, 1864–65
- Coronel Robert Gould Shaw (gesso), 1864
- Anne Quincy Waterston, 1866
- Mulher livre e sua criança, 1866
- O fabricante de flechas e sua filhas, 1866
- O Casamento de Hiawatha, 1866–67
- Sempre livre, 1867
- Coronel Robert Gould Shaw (mármore), 1867–68
- Hagar no ambiente selvagem, 1868
- Madonna segurando Cristo criança, 1869
- Hiawatha, coleção do Museu de Newark, 1868[32]
- Minnehaha, coleção do Museu de Newark, 1868[32]
- Indian Combat, mármore, coleção do Museu de Arte de Cleveland, 1868[33]
- Henry Wadsworth Longfellow, 1869–71
- Busto de Abraham Lincoln, 1870 [34]
- Asleep, 1872 [34]
- Awake, 1872 [34]
- Poor Cupid, 1873
- Moisés, 1873
- Busto de James Peck Thomas, 1874, coleção do Museu de Arte Allen Memorial, seu único retrato de um ex-escravo[35]
- Hygieia, 1874[36]
- Hagar, 1875
- A Morte de Cleópatra, mármore, 1876, coleção do Museu de Arte Norte-Americana do Smithsonian
- John Brown, 1876, Roma, busto de gesso
- Henry Wadsworth Longfellow, 1876, Roma, busto de gesso
- General Ulysses S. Grant, 1877–78
- Noiva de véu da Primavera, 1878
- John Brown, 1878–79
- A Adoração de Magi, 1883
- Charles Sumner, 1895